# Gromov-instituut voor luchtvaartonderzoek

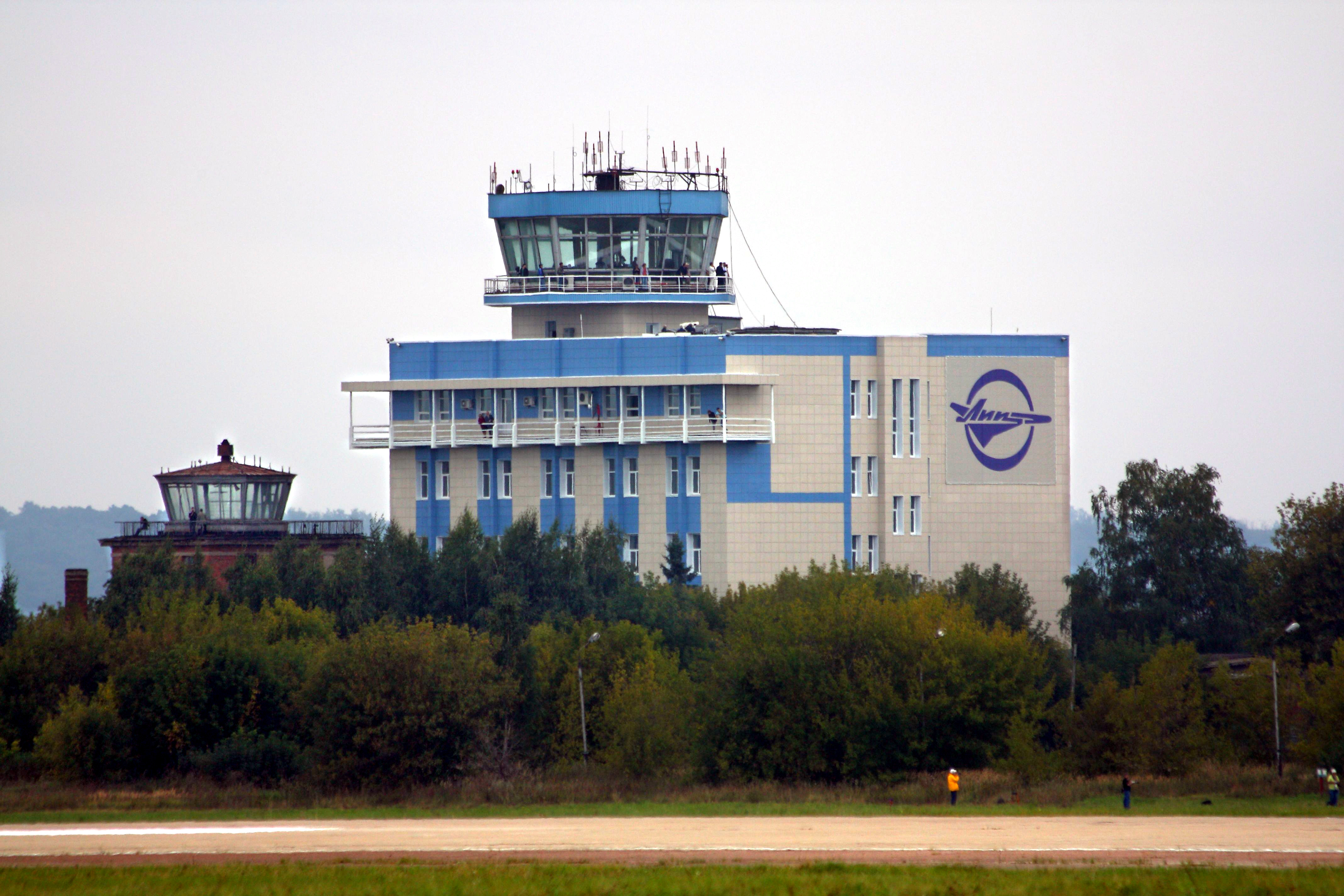
Flight control tower (2013)

Het Russische Instituut voor luchtvaartonderzoek (Russisch: Летно-исследовательский институт) is een onderzoeksinstituut en testcentrum gelegen tussen Ramenskoje en Zjoekovski. De naam van het instituut wordt vaak afgekort tot LII (ЛИИ).Het instituut werd opgericht op 8 maart 1941 en had als taak het bevorderen van onderzoek naar luchtvaart, maar tegenwoordig wordt ook onderzoek gedaan naar ruimtevaart. Het stond in eerste instantie onder leiding van Mihail Gromov, vandaar de officiële benaming voor het instituut: Instituut voor luchtvaartonderzoek vernoemd naar M.M. Gromov (Летно-исследовательский институт имени М. М. Громова).
Het instituut heeft verschillende toestellen die dienstdoen als vliegende laboratoria, onder andere een Il-76, Tu-134, Tu-154, Soe-27, An-12, An-26, An-72 en een MiG-25.